# Присілки (Логойський район)
Присілки (біл. вёска Прысілкі) — село в складі Логойського району Мінської області, Білорусь. Село підпорядковане Білоруцькій сільській раді, розташоване в північній частині області.